# Roy Stuart (photographe)
 (octobre 2017).
Si vous disposez d'ouvrages ou d'articles de référence ou si vous connaissez des sites web de qualité traitant du thème abordé ici, merci de compléter l'article en donnant les références utiles à sa vérifiabilité et en les liant à la section « Notes et références ».
Pour les articles homonymes, voir Roy Stuart et Stuart.
Roy Stuart, né le 25 octobre 1955 à New York, est un artiste américain - photographe, réalisateur et cinéaste - qui vit à Paris.
« Dans ses clichés, le trublion américain fustige la vision phallocentrique du sexe et, a contrario, privilégie une sensualité à fleur de peau, une féminité libérée. Le photographe dépeint un univers sans tabous - ni religieux, ni moraux – dans lequel les femmes disposent naturellement des mêmes prérogatives que les hommes. L’artiste se plait à explicitement mettre en avant des femmes qui, sans complexe, cèdent naturellement à leurs pulsions – que ce soit sur un lit, dans un bar, ou dans des lieux publics. » (Jean-David Boussemaer)

## Biographie

### Époque américaine
Roy Stuart évolue dans les milieux représentants la « contre-culture » américaine à New York, qui rassemblent poètes, musiciens et junkies. Il y rencontre Gregory Corso, Allen Ginsberg et surtout le poète cubain Nelson Villamor : Roy Stuart se joint à lui dans l'aventure musicale du groupe Pigeons of The Universe. Parallèlement, il découvre le métier d'acteur et obtient régulièrement quelques petits rôles dans de nombreux films (notamment Le Parrain II), y compris quelques X de l'époque (Lasse Braun). C'est à cette occasion qu'il se passionne pour les techniques du cinéma, et plus particulièrement les éclairages : il pose beaucoup de questions, observe, apprend à composer, à « confectionner » avec les lumières.

### Années 1980 à 1990
Roy Stuart, froidement résolu au refus de l' american way of life, quitte les États-Unis pour l'Europe. Il s'installe en Angleterre, y fait des photos érotiques de sa compagne et les vend à des magazines français : les clichés, déjà remarquables, sont bien accueillis. Puis, les contacts se nouent et les commandes se multiplient : Roy Stuart devient photographe professionnel, et également, pour un temps, photographe de mode.
L'attitude coincée de l'Angleterre des années 1980 accélère le départ de Roy Stuart pour Paris.

### Années 1990 à 2009
La rencontre avec Benedikt Taschen débouche sur la publication de cinq livres de photos.
De plus en plus souvent, les prises de vue photo sont également filmées : ces séquences sont réunies dans de grands collages expérimentaux, proches du documentaire de travail, les Glimpse Vidéos. Les séries de photo se font plus narratives, et Roy Stuart se rapproche de son rêve des années 1970 : Le cinéma.
En 2008, Roy Stuart entame la réalisation de son premier long métrage, un thriller intitulé The Lost door.

## Publications
Ses livres, longtemps édités par Taschen, le sont désormais par Skylight.
- Roy Stuart I  (ISBN 3-8228-2912-9)
- Roy Stuart II  (ISBN 3-8228-2929-3)
- Roy Stuart III  (ISBN 3-8228-3584-6)
- Roy Stuart - The Fourth Body  (ISBN 3-8228-2557-3)
- Roy Stuart V  (ISBN 978-3-8228-4501-1)
- Glimpstory 6  (ISBN 978-3-0376-6651-7)
- Lovers and Madmen (ISBN 978-3-0376-6664-7)
- The Leg Show - Embrace Your Fantaisies/Power Play (ISBN 978-3836-57169-2)
- The Leg Show - Embrace Your Fantaisies/Getting Off (ISBN 978-3-8365-7682-6)